# ゼネコン
ゼネコンは、元請負者として各種の土木・建築工事を一式で発注者から直接請負い、工事全体のとりまとめを行う建設業者を指す。日本語では総合工事業者や、総合建設業者に該当する。

## 語源
ゼネコンは、"General Contractor"（ゼネラル・コントラクター）の略である。英語でcontractor（コントラクター）は建設工事分野の「請負者」という意味を指し、general contractor（ゼネラル・コントラクター、すなわち「総合工事業（者）」又は「総合請負（者）」）は、特定工種の工事だけを委託 specialist contractor（専門工事業（者））あるいは元請業者から工事の一部を委託subcontractor（下請業（者）・サブコン・協力会社）に対する用語である。
ただし一般的に、欧米でgeneral contractorと呼ばれる建設業者は比較的小規模であることが多く（特定工種に特化せず、よろず屋的にあらゆる工事を請け負う建設業者という意味合いが強い）、スーパーゼネコンに代表されるような、各種専門工事業者の複合体である日本の総合建設業（ゼネコン）の業態をGeneral Contractorという英語で表現することは、必ずしも適切でない面がある。
generalの「ゼネラル」への転写や、「ゼネコン」という略し方は、日本語独自のものである。

## 日本のゼネコン
日本では、第二次世界大戦後の高度経済成長期に建設需要が飛躍的に伸びたことで、急成長を遂げたゼネコンだったが、計画的に経営（経理）遂行ができない企業があり、資本を用意する前に建設を始めたが急成長できた会社もある。バブル崩壊後の建設需要の低迷、構造改革による政府の公共事業縮小などが原因で、1990年代後半から2000年代初頭には準大手以下で経営破綻に追い込まれる場面があった。金融機関などの債権放棄・合併などで姿を変えた企業がある。統合と言う事を言われ始めたのは数年後である。
多くのゼネコンでは、建設業法上の複数の建設業許可を有する一方で、得意とする分野に特化するものや、その成り立ちから鉄道事業者や鉱業会社・鉄鋼会社の系列であるものも少なくない。前者については、国や自治体の競争入札において専門工事を分割発注する傾向が見られる等の理由もあって、ゼネコンから専門工事部門を分社化、子会社化したり、事業合弁により複数社の専門工事部門からなる新たな専門工事業者が組織されるなどの動きもある。

## スーパーゼネコン
会社規模は従業員数（単独）で8000人から1万人程度、売上高（単独）は概ね1兆円から1兆5000億円の水準にある。建築・土木ともに日本を代表する建設工事を手掛ける。
- 鹿島建設
- 大林組
- 大成建設
- 清水建設
- 竹中工務店（非上場企業）

日本における建設大手のうち完成工事高上位5社を、その歴史と規模などから俗にスーパーゼネコンと呼ぶ。
スーパーゼネコンは、建設工事の施工を営業の中核として、社内に設計部門・エンジニアリング部門・研究開発部門を抱えており、建設に関する幅広い技術力を生かし成長をしている。
欧米の建設業界では、設計業と施工業は設計会社、施工会社と別会社組織で、明確な分業体制をとっているが、日本のスーパーゼネコンは世界的に見てもかなり特異的な経営方針を行っている。

## 準大手ゼネコン
スーパーゼネコンにつぐ規模で、土木・建築・不動産開発など大型工事を手掛ける。会社規模は従業員数（単独）で2500人から5000人程度、売上高（単独）は概ね3000億円から6500億円程度の水準にある。
- 長谷工コーポレーション
- 前田建設工業（インフロニア・ホールディングス）
- 戸田建設
- 五洋建設
- フジタ
- 熊谷組
- 三井住友建設
- 西松建設
- 安藤ハザマ
- 東急建設

## 中堅ゼネコン
会社規模は従業員数（単独）で概ね1000人から2500人程度、売上高（単独）は概ね1000億円から3000億円程度の水準にある。
- 奥村組
- 鴻池組（非上場企業）
- 東亜建設工業
- 鉄建建設
- 大豊建設
- 東洋建設
- 淺沼組
- 飛島建設
- 錢高組
- 福田組

## その他の主要ゼネコン
- 高松コンストラクショングループ
  - 髙松建設 ※高松CG系の中核子会社
  - 青木あすなろ建設（青木建設とあすなろ建設が2004年に合併）※髙松CG系の中核会社、あすなろ建設は元コマツの子会社（旧社名・小松建設工業）
- KTI川田グループ
  - 佐藤工業（2002年3月3日に会社更生法適用を申請。経営破綻するまで準大手規模、その後持ち分法適用会社としてKTI川田グループに入る）
  - 若築建設 ※マリコン
  - 川田工業(KTI川田グループ)※鋼橋大手の橋梁建設会社(鋼橋梁メーカー)
  - 川田建設(KTI川田グループ)※PC橋大手の橋梁建設会社(PC橋梁メーカー)
- JRグループ
  - 札建工業 ※JR北海道系
  - 仙建工業 ※JR東日本系
  - 東鉄工業 ※同上
  - 第一建設工業 ※同上
  - 鉄建建設 ※同上
  - 名工建設 ※JR東海系
  - 大鉄工業 ※JR西日本系
  - 広成建設 ※同上
  - 九鉄工業 ※JR九州系
- 私鉄系
  - 矢作建設工業 ※名鉄系
  - 大和小田急建設（2015年10月にフジタへ吸収合併） ※元小田急系、後に大和ハウス系
  - 大日本土木※近鉄系（2002年7月に民事再生手続開始により一旦離脱し2013年にグループ復帰）、NIPPO系
  - 西武建設 ※元西武系、現在はミライト・ワンの連結子会社
  - 東武建設 ※東武系
  - 南海辰村建設（辰村組と南海建設が合併し誕生）※南海電鉄系
  - 西鉄建設※西鉄系
  - 阪急設計コンサルタント※阪急系
  - 森組 ※元阪急阪神系、長谷工系を経て旭化成系
- 三菱グループ
  - ピーエス三菱（2002年にピー・エスと三菱建設が合併。三菱マテリアル系を経て現在は大成建設グループ）
  - 日本建設工業 ※三菱傍系・三菱重工関連会社
  - あおみ建設（佐伯建設工業と国土総合建設が合併し2008年誕生、2009年2月19日に民事再生法適用を申請）※国土総合建設は国土総合開発の元建設部門の一部で設立母体は旧三菱石油と三菱地所の三菱系2社が中心
- 日本製鉄グループ
  - 日鉄テックスエンジ ※日本製鉄グループ
  - 不動テトラ（テトラと不動建設の合併により2006年誕生） ※旧新日鉄系
- パナソニック・トヨタ自動車系
  - 大末建設
  - 松村組
- その他企業系列
  - りんかい日産建設 ※今治造船系、マリコンのりんかい建設と日立造船系の日産建設が2003年に合併。
  - 竹中土木 ※土木専業、竹中工務店グループ
  - イチケン ※ダイエー系、現マルハン系
  - 東レ建設 ※東レ系
  - 洋林建設（旧・和泉組（旧・東洋曹達により設立）→和泉建設。1973年大林組が資本介入して約4年後に社名変更）※東ソー（旧・東洋曹達）と大林組の合弁
- 主要地方ゼネコン
  - 伊藤組土建（北海道が地盤）
  - 岩田地崎建設（同上。岩田建設と地崎工業が合併し誕生）
  - 平野組（岩手県が地盤）
  - クレハ建設（福島県が地盤。株式会社クレハの完全子会社。2022年度福島県完工高総合1位）
  - 佐藤工業（福島県が地盤。戸田建設の完全子会社であり，KTI川田グループの佐藤工業とは無関係）
  - 福浜大一建設（同上）
  - 植木組（新潟県が地盤）
  - 加賀田組（同上）
  - 本間組（同上）
  - 真柄建設（石川県が地盤。2008年7月5日に民事再生法適用を申請）
  - 北野建設（長野県が地盤）
  - 守谷商会（同上）
  - 長田組土木（山梨県が地盤。2008年2月に民事再生法適用を申請）
  - 早野組（同上）
  - 佐田建設（群馬県が地盤）
  - 関東建設工業（同上）
  - 株木建設（茨城県が地盤）
  - 伊田テクノス（埼玉県が地盤）
  - 徳倉建設（愛知県が地盤）
  - TSUCHIYA（旧・土屋組。岐阜県が地盤）
  - 日本土建（三重県が地盤）
  - 奥村組土木興業（大阪府が地盤。中堅ゼネコンの奥村組とは無関係）
  - 森本組（大阪府が地盤。2003年に民事再生法適用を申請、その後大豊建設傘下に入る）
  - 金下建設（京都府が地盤）
  - 桑原組（滋賀県が地盤）
  - 新井組（兵庫県が地盤。2008年10月8日に民事再生法適用を申請。経営破綻するまでNISグループ傘下）現スピードパートナーズ傘下
  - 村本建設（奈良県が地盤）
  - 淺川組（和歌山県が地盤）
  - アイサワ工業（岡山県が地盤）
  - 大本組（同上）
  - 増岡組（広島県が地盤）
  - 住吉工業（山口県が地盤）
  - 二神組（愛媛県が地盤）
  - 大旺新洋（旧・大旺建設。高知県が地盤）
  - 姫野組（徳島県が地盤）
  - 岩永組（熊本県が地盤）
  - 梅林建設（大分県が地盤）
  - 佐伯建設（同上。旧・佐伯建設工業（現・あおみ建設）の九州支店が独立）
  - 國場組（沖縄県が地盤）
  - 神奈川建設十社（神奈川県）2008年現在『神奈川建設四社』体制に
    - 加藤組
    - 工藤建設　　　　　　　　　　　　　　
    - 小島組
    - NB建設（旧・相鉄建設）
    - 奈良建設（2003年3月に倒産。エヌ・エー建設に商号変更）
    - 松尾工務店（建設四社）
    - 馬淵建設（建設四社）※マブチ（梱包運送業）は同社の梱包輸送部門が母体。
    - 三木組（建設四社）
    - 山岸建設（2003年3月5日に民事再生法適用を申請。2004年9月13日に破産）
    - 和同建設
    - スルガコーポレーション（2008年6月24日に民事再生法適用を申請）
    - オセアン大洋建設（建設四社）
- その他
  - 大木建設（2004年3月30日に民事再生法適用を申請）
  - 多田建設（1997年・2005年・2008年7月に会社更生法適用を申請。その後日神不動産傘下に入る）
  - ナカノフドー建設（旧中野組→ナカノコーポレーション。旧不動建設の建築部門が継承され現社名に）
  - 日本国土開発（1999年初に会社更生法適用を申請。2001年減資実施）
  - 松井建設

## 建設会社における「組」
建設会社の商号には、「大林組」、「熊谷組」、「鴻池組」といったように「組」を使用している会社は多くある。これは江戸から明治にかけて現在の建設業の始まりともいえる大工たちの労働組織が一棟梁単位で分けられ、それを「○○組」と呼んでいたことに由来する。なお、暴力団に「○○組」と名乗っている組織が多いのは、この時期に博徒の多くが取り締まりから逃れる為に土木建築請負の看板を利用したからであって（ヤクザを参照）、それ以上の関連は無い。世間の多くの人々は、建設会社と暴力団との両者に何らかの関連性があるものと誤解しているため、正しい知識が必要である。現在でも伝統を重んじる姿勢から「○○組」という名称を用いる建設会社が多い。